# 安德烈·尤里耶维奇·沃罗比约夫
安德烈·尤里耶维奇·沃罗比约夫（俄语：Андрей Юрьевич Воробьёв；1970年4月14日—）是现任莫斯科州州长。他此前曾担任统一俄罗斯党中央执行委员会主席和国家杜马副主席之一。